# Научный радиотеатр
Нау́чный ра́диотеа́тр — цикл радиопостановок о жизни известных учёных и исследователей, выходивший в СССР с 1952 по 1969 гг. Передачи были подготовлены актёрами Всесоюзного радио: М. Астанговым, М. Болдуманом, В. Ершовым, Р. Пляттом, Ю. Яковлевым и другими. В создании научных радиопостановок принимали участие учёные Московского государственного университета имени М. В. Ломоносова, Института истории естествознания и техники Академии наук СССР.

## Научный радиотеатр в 1950-е годы
Первая программа из цикла вышла 4 мая 1952 года и называлась «Александр Степанович Попов». Она была посвящена изобретателю в области радиосвязи А. С. Попову. Режиссёр радиоспектакля — режиссёр Всесоюзного радио В. Гейман. В этой работе он объединил радиодраматургию и радиопублицистику: в программе были эпизоды не только с участим актёров, но и Ведущего, который который зачитывал документальный материал. Роль Ведущего исполнил Вс. Аксенов, а роль А. С. Попова — М. Болдуман. Музыкальным оформлением программы занимались О. Высоцкая и Ю. Левитан.

После выхода программы в редакцию Всесоюзного радио приходили письма с благодарностями. Вот отрывок их письма учительницы физики школы № 689 Ленинградского района Москвы по фамилии Нусбаум: 
…Радиокомпозиция понравилась не только тем, что тема близка мне как физику, что из всего множества фактов, связанных с жизнью и творчеством великого учёного — изобретателя радио, очень удачно выбраны основные, узловые моменты… Здесь сумели сочетать популярность с технической грамотностью, не избегая специфических трудностей физики. Передача хороша и по оригинальной для такой темы форме. Прекрасное исполнение ролей в сценических эпизодах делает радиокомпозицию доступной и запоминающейся. 
Вторая передача цикла — «Климент Аркадьевич Тимирязев» — также вышла в 1952 году и была посвящена известному учёному Тимирязеву. За эту передачу профессор А. К. Тимирязев, сын Тимирязева, выразил благодарность коллективу Всесоюзному радио. Спустя год программа была переведена на чешский и прозвучала на Пражском радио.
В 1953 году в эфир выходит радиопьеса В. Сытина «Человек, проложивший путь к звёздам». Режиссёр постановки — В. Гейман, в главной роли — А. Хохлов. Радиопьеса посвящена К. Циолковскому — основоположнику космонавтики. Большое внимание в этой пьесе уделили созданию Циолковским космической ракеты. В её основу легли подлинные исторические документы и личные воспоминания В. Сытина о встречах с ученым. Спектакль «Человек, проложивший путь к звёздам» поспособствовал развитию научно-художественной драматургии. В «Человеке, проложившем путь к звёздам» впервые появляется второй герой — слесарь Иван Семёнович Григорьев. Это была попытка создать обобщённый образ представителя рабочего класса, который становится другом Циолковского. В дальнейшем рабочие в научных радиоспектаклях сами пойдут в науку, став прообразом будущей народной интеллигенции.
Важным этапом стало появление передачи «Время и звезды» о судьбе ученого-революционера Павла Штернберга. До этого никаких художественных произведений о его жизни не было. Режиссёром передачи выступил В. Гейман, главную роль исполнил Ю. Кольцов. Впервые передача прозвучала в 1957 году, к 40-летию Октябрьской революции. По мнению Геймана, сценарий получился фрагментированным, но это помогло охватить больше событий из жизни Штерберга. В итоге передача была переделана, и новая интерпретация режиссёра Э. Верника вышла в 1959 году. Роль Штернберга исполнил М. Болдуман.

## Развитие научного радиотеатра в 1960-е годы
В этот период выходят пьесы на исторические темы, в том числе трилогия драматурга М. Сидоркина о триумфе русской науки: «Из жизни великого медика» (о Н. И. Пирогове), «Думы о Ломоносове» (о М. В. Ломоносове) и «Впереди века» (о Д. И. Менделееве). Пьеса «Из жизни великого медика» вышла ко 150-летию Н. И. Пирогова, главную роль в ней сыграл М. Астангов. За эту передачу коллектив Всесоюзного радио отметили Дипломом комитета. В журнале «Советское радио и телевидение» отметили важное воспитательное значение передачи о Пирогове и назвали её «надёжным, благодатным, исключительно результативным методом идейного и эстетического воспитания нашего народа».
Выходят радиопьесы В. Комарова и В. Шрейберга о Джордано Бруно, Галилео Галилее и И. М. Сеченове. Больше внимания уделяют советским учёным: появляются передачи В. Комарова об академике О. Ю. Шмидте (радиоповесть «Комиссар ледовых сражений») и академике В. Г. Шухове (радиопьеса «Учёный, строитель, инженер»).
Особое место занимают передачи, посвящённые революционеру В. И. Ленину: радиорассказ «Первая весна», радионовеллы «Февральский рассвет» и «На пороге звёздного мира». Эти постановки посвящены показу роли Ленина в становлении и развитии советской науки, и того, как внимательно он относился к учёным. Также появилась радиокомпозиция «Он думал о нас». В ней рассказывалось о том, как Ленин заботился о развитии советского здравоохранения.
В целом за первые два десятилетия существования научного радиотеатра было создано свыше шестидесяти в основном оригинальных повестей, рассказов, новелл, пьес, композиций.

## Этапы создания научно-художественной пьесы
Процесс создания научно-художественной пьесы делится на несколько этапов, которые включают в себя работу с текстом и звуком.
1. Первый этап — сбор документального материала. Это начальная стадия работы над текстом будущего радиоспектакля, во время которой происходит накопление материала.
2. Второй этап — отбор документов. Из отобранных на первом этапе документов выбирают те, которые лягут в основу радиопьесы. Главные критерии отбора материала для будущего произведения: содержательность, новизна и достоверность.
3. Третий этап — создание произведения на основе отобранных на предыдущих этапах материалов. Он допускает авторскую интерпретацию фактов, поскольку не все точные данные можно обнаружит в документах. Главное — чтобы этот домысел не вступал в конфликт с фактами. На этом этапе режиссёр также выбирает жанр произведения.

Во время создания научно-художественных радиоспектаклей коллектив Всесоюзного радио обращался за консультацией к сотрудникам музеев, ученым и работникам различных институтов. Консультантами научного радиотеатра были доктор химических наук Е. А. Каверзнева, доктор географических наук Э. М. Мурзаев, кандидаты биологических наук Э. Н. Мирзоян и Л. Н. Шапошников.